# El Palmar, San Luis Potosí
El Palmar är en ort i Mexiko.   Den ligger i kommunen Tamuín och delstaten San Luis Potosí, i den centrala delen av landet, 290 km norr om huvudstaden Mexico City. El Palmar ligger 29 meter över havet och antalet invånare är 149.
Terrängen runt El Palmar är platt. Runt El Palmar är det ganska glesbefolkat, med 25 invånare per kvadratkilometer. Närmaste större samhälle är Tamuin, 9,8 km väster om El Palmar. Trakten runt El Palmar består till största delen av jordbruksmark.